# Captura de Jenim
A Captura de Jenim, ou Jenin, por tropas do Império Britânico ocorreu em 20 de setembro de 1918, durante a Batalha de Sarom, que juntamente com a Batalha de Nablus constituiu a Batalha de Megido, travada entre 19 e 25 de setembro, nos últimos meses da Campanha do Sinai e Palestina da Primeira Guerra Mundial. Durante a fase de cavalaria da Batalha de Sarom, levada a cabo pelo Corpo Montado do Deserto, a 3.ª Brigada de Cavalaria Ligeira da Divisão Montada Australiana atacou e capturou a cidade de Jenim, situada no limite meridional da planície de Esdrelão (também conhecida por Vale de Jizreel e planície de Armagedão), 64–80 km atrás da linha da frente dos montes da Judeia. A cavalaria ligeira australiana capturou cerca de 2 000 prisioneiros, a principal base de abastecimentos e os depósitos do Sétimo e Oitavo exércitos otomanos situados na cidade e nas suas imediações. Além disso, cortou a principal estrada desde Nablus e subsequentemente capturou mais 6 000 prisioneiros otomanos e alemães quando eles tentavam retirar dos montes da Judeia.
A cavalaria da Força Expedicionária Egípcia (EEF) tinha cavalagado através duma brecha na linha da frente inimiga na costa do Mediterrâneo, criada pela infantaria durante a Batalha de Tulcarém, com o objetivo de capturar as principais linhas de comunicação e abastecimento dos dois exército otomanos a norte dos montes da Judeia, enquanto os combates de infantaria continuavam. A 20 de setembro, o Corpo Montado do Deserto capturou Afulah, Beisan e Jenim na planície de Esdrelão. No dia seguinte foram tomados o quartel-general do Sétimo Exército em Nablus e o quartel-general do Grupo de Exércitos Yıldırım em  Batalha de Nazaré Nazaré. Haifa foi tomada dois dias depois.
Durante um ataque posterior, lançado a 25 de setembro, uma retaguarda alemã foi capturada durante a Batalha de Samakh, o que terminou a Batalha de Sarom. Durante estas operações, a maior parte do equivalente a um exército otomano foi capturado nos montes da Judeia e em Jenim. A tomada de Jenim e outros combates travados durante da Batalha de Megido, incluindo da Batalha de Nablus e o terceiro ataque transjordano, forçou a que a retirada Quarto Exército otomano e do que restava do Sétimo e Oitavo exércitos se fizesse pelo lado oriental do rio Jordão. As colunas otomano-alemã em retirada para norte, em direção a Damasco, foram perseguidas pelo Corpo Montado do Deserto, numa operação que culminaria na conquista de Damasco em 1 de outubro.